# Embalse de Dez
El embalse de Dez (en persa سد دز) se encuentra en el río Dez, afluente del río Karún, en el sudoeste de la provincia de Juzestán, en Irán, a unos 15 km al norte de la ciudad de Dezful.
La presa, de 203 m de altura y 380 m de longitud, fue construida entre 1959 y 1963 por un consorcio italiano y es propiedad del Khuzestan Water & Power Authority. La central hidroeléctrica se construyó entre 1962 y 1970 y está operada por el Khuzestan Regional Electric Power.
Dez es uno de los pantanos más grandes del país, con una capacidad de 3,34 km³ en su construcción, que se vieron reducidos en 2006 a 2,6 km³, debido a la acumulación de sedimentos, ya que la cuenca del río Dez es extremadamente desértica y despoblada de vegetación. El embalse forma un lago muy amplio en su parte inferior, de unos 10 km de anchura, y después serpentea hacia el nordeste a lo largo de otros 30 km, siguiendo el cauce del río.
La central hidroeléctrica está compuesta por ocho turbinas que producen una potencia máxima de 520 MW. El proyecto de la renombrada presa de Mohammad Reza Shah Pahlavi incluía el riego de 110.000 hectáreas, de los que ya se han conseguido regar 85.000 ha.